# Alfred Stifter
Alfred Stifter (* 1904 in Linz; † 2003) war ein österreichischer Kunstpädagoge und Glaskünstler.

## Leben und Wirken
Stifter gilt als Wegbereiter für die Erneuerung religiöser Kunst in Oberösterreich, wo er als Kunstschaffender und Kunstpädagoge umfassend tätig war. Dazu zählten sein Engagement im Puppenspiel ebenso wie seine Lehrtätigkeit für Kindergartenpädagoginnen und an Mittelschulen. Sein Atelier befand sich im Stift Schlierbach.
Der Künstler ist der Vater von Georg und Wolfgang Stifter. 

## Werke

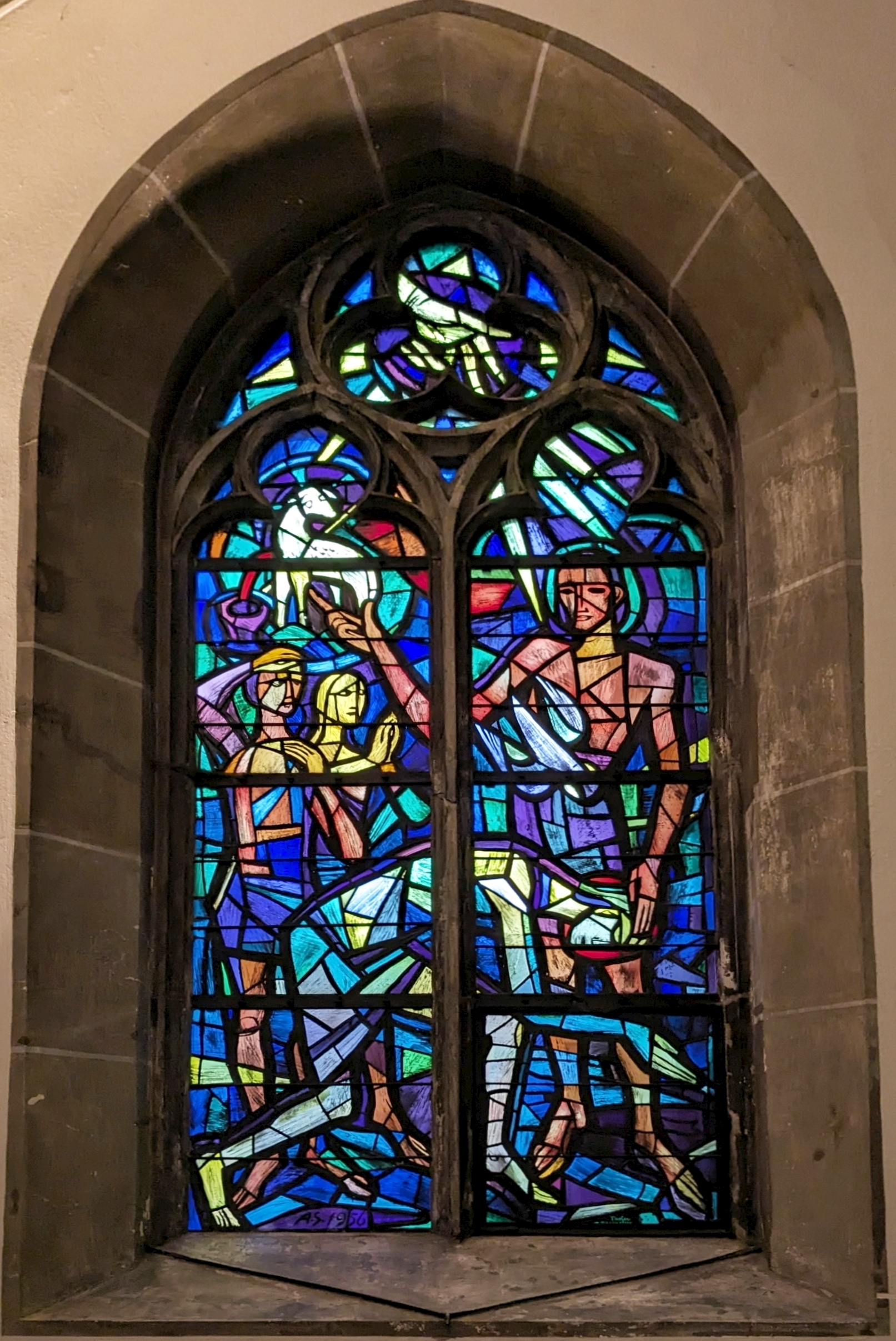
Glasfenster in der Taufkapelle der Stadtpfarrkirche Wels. Entworfen 1956

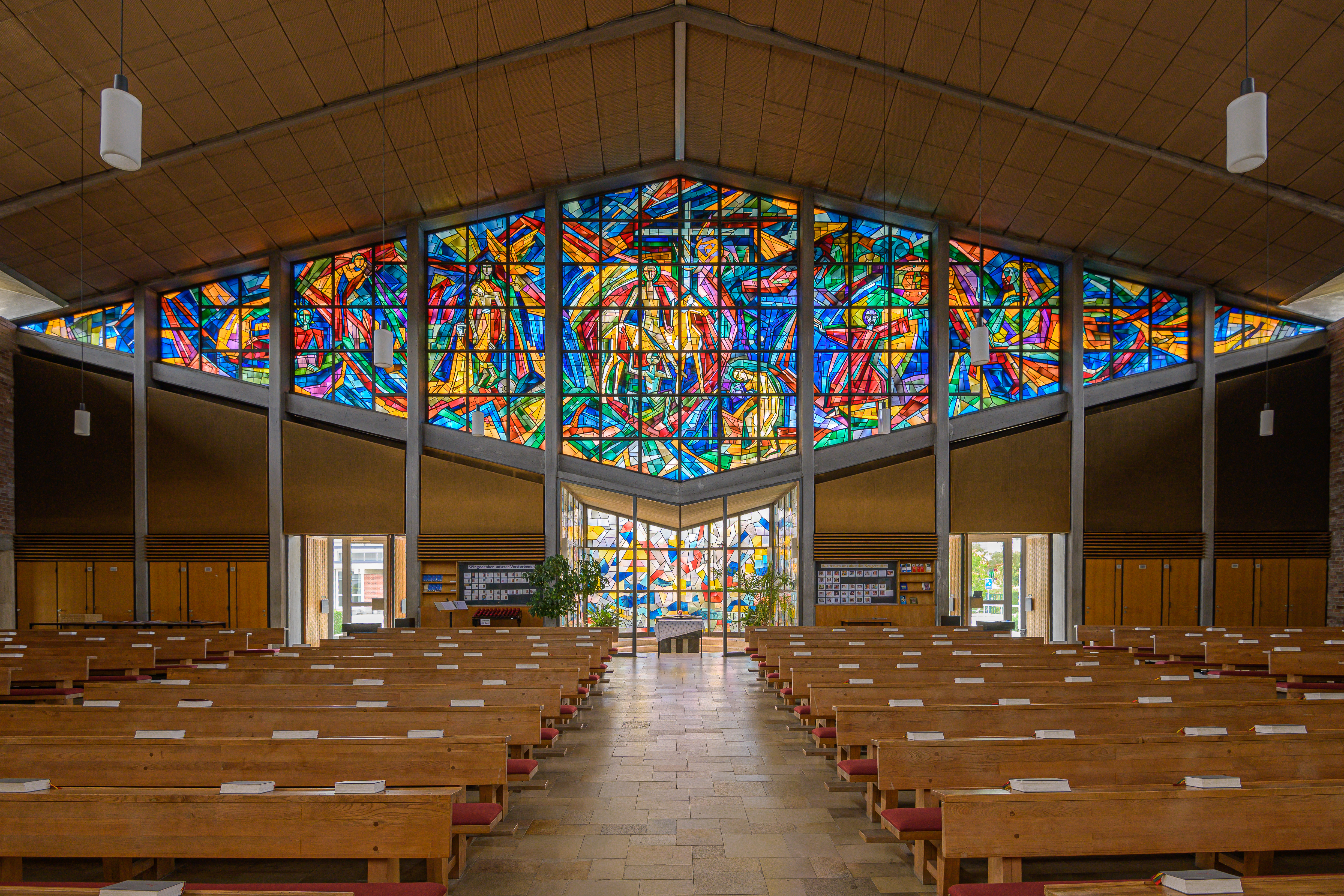
Glasbildfenster in der Pfarrkirche Traun-St. Martin, 1984

- Mehrere Glasbildfenster für die Pfarrkirche Traun-St. Martin und die Marienkapelle in Traun, ausgeführt nach Entwürfen Stifters von der Glaswerkstätte des Stiftes Schlierbach, Traun, Tabernakeltüren nach Entwürfen Stifters ausgeführt in Email von Heinz Mayrhofer aus Pierbach, 1960[2]
- Fresko Herz-Jesu-Bild in der Kuppel der Apsis der Welser Herz-Jesu-Kirche, Wels, 1960 und Apsisfenster ausgeführt nach Plänen Stifters von der Glaswerkstätte des Stiftes Schlierbach mit Zyklus aus der Herz-Jesu-Litanei in der Welser Herz-Jesu-Kirche, Wels, 1962[3]
- Fresko Guter Hirte im Triumphbogen der Katholischen Pfarrkirche Vöcklabruck, 1936
- Fenster in der Pfarrkirche Laakirchen mit Hirten, die vor dem Jesuskind knien, konzipiert von Stifter und ausgeführt von der oberösterreichischen Glasmalerei, 1931
- Fenster in der Pfarrkirche Lacken, 1931
- Sgraffiti in der nördlichen Seitenkapelle der Pfarrkirche St. Johann am Wimberg[4]
- Figurale Glasfenster in der Martinskirche (Linz), 1948
- Fenster in der Filialkirche Brunnbach, entworfen von Stifter und ausgeführt von der Glasmalerei Josef Raukamp, 1950
- Kriegergedächtnisfenster in der Pfarrkirche Altenberg bei Linz, 1954
- Rosettenfenster in der Friedenskirche Linz, 1956
- Bildteppich Der Heilige Franziskus empfängt die Wundmale
- Fenster in der Pfarrkirche Linz-St. Matthias, 1960/61
- Fenster in der Pfarrkirche Linz-St. Peter, 1963
- Kreuzweg in der Pfarrkirche Ottensheim, 1964
- Fenster im Neubau der Pfarrkirche Walding, 1965/66
- Chorglasfenster in der Pfarrkirche Arnreit, 1970
- Textiler Kreuzweg nach Entwürfen Stifters in der Pfarrkirche St. Antonius in Linz Neue Welt, ca. 1980

## Ausstellungen
- Stifter x 3, Arbeiten der Künstlerfamilie Stifter, Alfred, Georg und Wolfgang Stifter, Nordico, Linz, 2010, Biblioteca Statale di Triest, 2008, Palazzo Albrizzi, Venedig, 2007 sowie auch im Museo Casa Blanca in Malo/Vicenza, im Skulpturenpark Malo, in der Margret Bilger Galerie Stift Schlierbach und im Stadtmuseum Domažlice